# Elkhorn, Wisconsin
Elkhorn este sediul comitatului Walworth, statul Wisconsin, SUA.